# Congaree River Swamp
Le Congaree River Swamp est un marécage américain dans le comté de Richland, en Caroline du Sud. Formé par la Congaree, il est protégé au sein du parc national de Congaree. Il est en outre classé National Natural Landmark depuis 1974.